# Alonso Edward
Alonso Edward, född den 8 december 1989 i Panama City, Panama, är en panamansk friidrottare som tävlar i sprint.
Edwards främsta merit är från VM 2009 i Berlin där han satte sydamerikanskt rekord på 200 meter genom att komma tvåa bakom Usain Bolt på tiden 19,81. Vid de Sydamerikanska mästerskapen 2009 tog han guld på både 100 meter (10,29) och 200 meter (20,45).

## Personliga rekord
- 100 meter - 10,07
- 200 meter - 19,81